# Oncology (Basel)
Oncology is een internationaal, aan collegiale toetsing onderworpen wetenschappelijk tijdschrift op het gebied van de oncologie. Het verschijnt 8 keer per jaar. Het wordt uitgegeven door de in Bazel gevestigde uitgeverij Karger. De toevoeging Basel wordt gebruikt om verwarring te voorkomen met het gelijknamige tijdschrift dat de Verenigde Staten wordt uitgegeven.
Vanaf de oprichting in 1948 tot in 1966 verscheen het tijdschrift onder de titel Oncologia, als wetenschappelijk orgaan van de Schweizerischen Nationalliga für Krebsbekämpfung und Krebsforschung.